# ضاحية بروكوبوندو

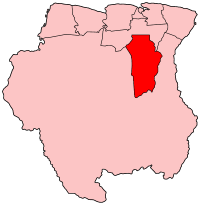
خريطة لسورينام تظهر ضاحية بروكوبوندو

ضاحية بروكوبوندو هي إحدى ضواحي سورينام، عاصمة الضاحية هي بروكوبوندو، وهناك مدن أخرى مثل براونسويغ وكواكواغرون.
يبلغ عدد سكان الضاحية 8,340 نسمة وتقدر مساحة الإقليم بحوالي 7,364 كم2.
يوجد في ضاحية بروكوبوندو خزان مائي كبير، خزان بروكوبوندو قرب أفوباكا (بني بين 1961 و 1964) والذي ينتج طاقة كهرمائية تكفي نصف الاحتياجات المحلية من الطاقة الكهربائية.
يوجد بالضاحية الكثير من الشلالات، منها شلالات ايرين وشلالات ليو. في الغابات المطيرة لبروكوبوندو، هناك محميات طبيعية واسعة حيث توجد حياة برية متنوعة.
اكتُشف الذهب مؤخراً في ضاحية بروكوبوندو، وأدى ذلك إلى استقطاب سكان جدد من باقي مناطق سورينام والعالم.

## المنتجعات

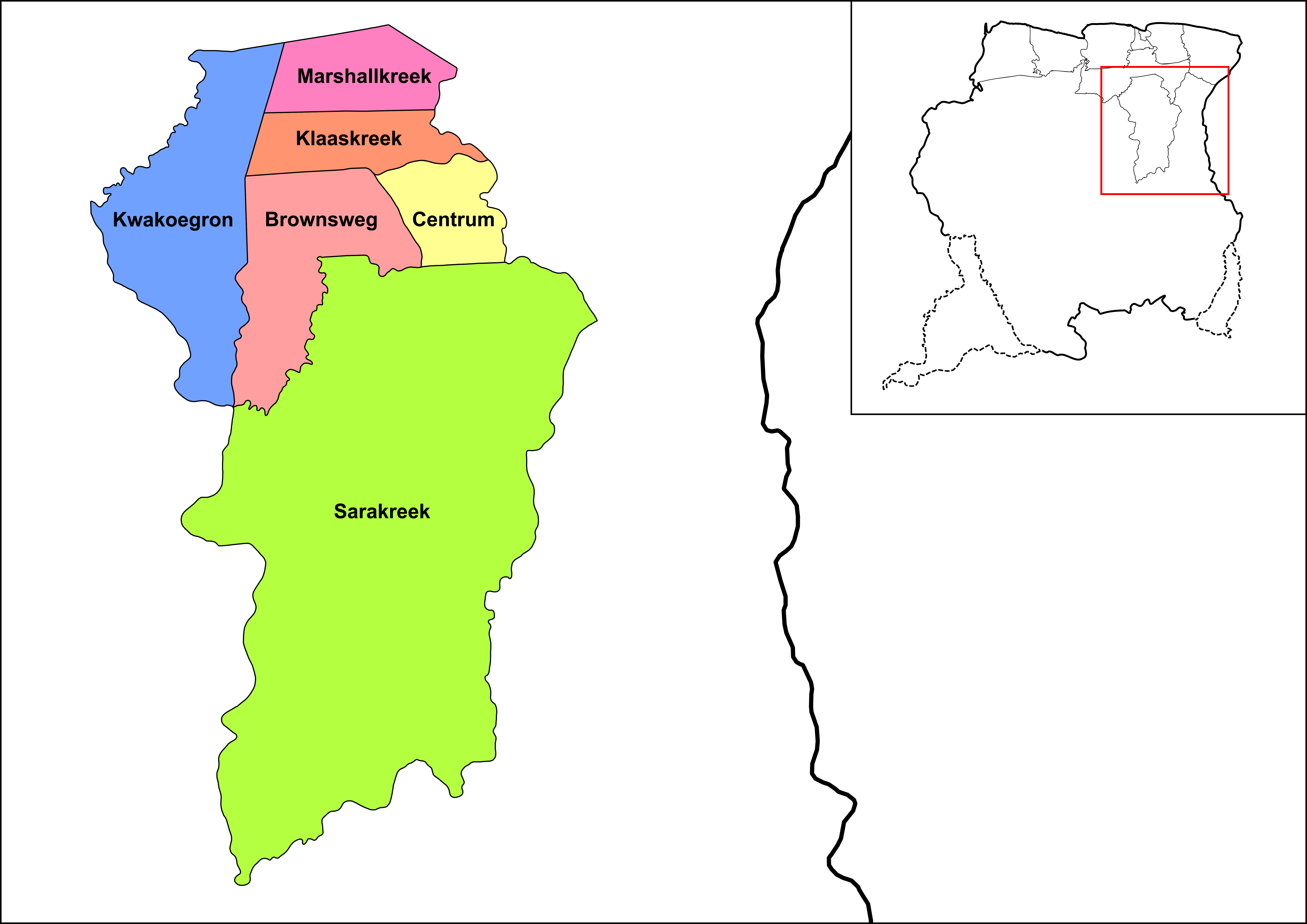
منتجعات ضاحية بروكوبوندو

تظم ضاحية بروكوبوندو 6 منتجعات هي :
- سونتروم
- براونسويغ
- كواكواغرون
- كلاسكريك
- مارشالكريك
- ساراكريك